# 溪美大排
25°05′32″N 121°29′17″E / 25.0922775°N 121.488126°E
溪美大排位於中華民國新北市三重區北端重陽重劃區內，緊鄰集賢環保公園，在走1.8公里即為碧華布街。因位於溪美地區而得名，是溪美地區的主要排水幹線，全長約450公尺，經常吸引很多釣客前去釣魚。
流入的水以五華街排水幹線為主幹線，溪尾街幹線為次幹線匯流後由此大排排入淡水河。
過去曾因淤臭而有三重「黑龍江」的罵名。

## 改建
過去排水幹線地勢較低、渠坡平緩，加上淡水河受到潮汐影響，導致大排內水流速緩慢，積泥淤臭影響附近民眾居家生活品質。所以新北市政府水利局決定於2011年1月21日開始進行整治工程，整體工程範圍含括溪美大排、兩岸腹地及鄰近的集賢環保公園，起點為溪美抽水站前之環河北路路口至上游五華街處，面積約3.69公頃。整治完工後於2012年2月21日舉行啟用典禮，由時任新北市市長朱立倫主持，工程費用約新台幣1億元。

## 功用
流入的污水以晴天截流方式，於集賢路北側設置防洪橡皮壩阻水措施，晴天時將污水導入礫間淨化，經曝氣及生物處理後，再放流至大排，於淡水河低潮時排入河中；雨天時橡皮壩倒伏，大排容納洪水，並於出口處設有溪美抽水站，洪水來時即時抽水避免市區積淹水情形，具有淨水及防洪的功用。

## 周邊
- 集賢環保公園
- 三重碧華布街商圈
- 新北高中
- 碧華國小
- 五華國小
- 新北是三重區碧華國民中學
- 家樂福蘆洲店
- 千葉火鍋(三重集賢尊爵店)
- 財政部北區國稅局三重稽徵所
- 新北市公共自行車租賃系統 (自然公園)